# Dutyi dili
A Dutyi dili (eredeti cím: Stir Crazy) 1980-ban bemutatott amerikai filmvígjáték, amelynek két főszereplője Gene Wilder és Richard Pryor. A filmet Sidney Poitier rendezte, producere Hannah Weinstein volt, a forgatókönyvet pedig Bruce Jay Friedman írta.
Ez volt a Wilder–Pryor páros második közös filmje. 1976-ban játszottak először együtt a Száguldás gyilkosságokkal című vígjátékban.
1980. december 12-én mutatták be az Egyesült Államokban. Vegyes kritikákat kapott, de óriási pénzügyi sikert aratott, a nézők körében nagy népszerűségre téve szert.

## Rövid történet
Két munkanélküli barátot 125 év börtönbüntetésre ítélnek, miután alaptalanul bankrablással vádolják őket. A börtönben összebarátkoznak más rabokkal, a szökést és nevük tisztázását tervezve.

## Cselekmény
|  | Alább a cselekmény részletei következnek! |

Skip Donahue írót (Gene Wilder) és Harry Monroe-t (Richard Pryor), a nincstelen színészt kirúgják New York-i állásukból. A két barát úgy dönt, együtt indulnak Los Angelesbe, azon belül Hollywoodba, hogy ott keressék a szerencséjüket.
Útközben alkalmi munkákat végeznek itt-ott, hogy megéljenek, és tovább tudjanak haladni a céljuk felé. Az egyik ilyen munka során Skip és Harry harkálynak beöltözve találja magát, akik egy banki reklámkampány keretében énekelnek és táncolnak a bankban, hogy ezzel szórakoztassák az ügyfeleket várakozás közben. Amikor Harry és Skip leveszik nevetséges jelmezeiket, hogy szünetet tartsanak, két gyanús alak veszi fel a jelmezeiket, és a műsor közepén kirabolják a bankot. Visszatérésük után a gyanútlan Harryt és Skipet azonnal letartóztatják, gyorsított eljárással bíróság elé állítják, és 125 év börtönbüntetésre ítélik őket.
A két szerencsétlen számára nagyon nehéznek bizonyul az élet egy szigorúan őrzött börtönben... Egy sikertelen kísérlet után, hogy őrültnek tettessék magukat, Skip és Harry összebarátkozik Jesus Ramirezzel, egy valódi bankrablóval, és Rory Schultebranddel, egy meleg férfival, aki bűnös a mostohaapja meggyilkolásában. Mivel már jó ideje börtönben vannak, Jézus és Rory tájékoztatják Skipet és Harryt a környezet számos veszélyéről, például az őrök rossz bánásmódjáról és az olyan megrögzött bűnözők veszélyéről, mint Jack Graham, aki a börtönrészleg „parancsnoka”. A legrettegettebb rab azonban a hatalmas Grossberger, egy hihetetlenül erős, kegyetlen  tömeggyilkos, aki nem hajlandó beszélni, és még a börtönőröket is terrorizálja. Mivel valami „jót” érzékel Grossbergerben, Skip megpróbál beszélni vele, de hiába, a rab nem reagál.
Miután három hónapot töltöttek a börtönben, Skipet és Harryt Walter Beatty börtönigazgató és Wilson igazgatóhelyettes, a börtönőrség vezetője behívatja az igazgatói irodába. Harry és Skip egy „lovaglási tesztnek” kell megfeleljenek. Az igazgató irodájában elhelyezett speciális szerkezeten kell meglovagolniuk egy mechanikus bikát. Mindenki csodálkozására Skip ásznak bizonyul a bikán való lovaglásban, még a leggyorsabb fokozaton sem esik le, ezért Beatty igazgató őt választja ki, hogy képviselje a börtönt az állami börtönök közötti versenyben évente megrendezett rodeón.
Jesus és Rory felfedik Harry és Skip előtt a rodeóverseny mögött rejlő igazságot: a rodeót Beatty és egy másik börtönigazgató, Henry Sampson szervezi átverésnek, akik a raboknak járó pénzdíjat zsebre vágják.
Mivel tudják, hogy Skipet választották a börtön új „lovagló bajnokának”, Jézus és Rory szökést terveznek. Skip azonban felháborodik a két igazgató kétes ügyletein, és nem hajlandó részt venni a rodeón.
Az élet a börtönben ezután sokkal nehezebbé válik számára és barátai számára is, mivel Wilson és az őrök pokollá teszik az életüket, amíg Skip bele nem egyezik, hogy versenyez a börtön képviseletében. Skip a legnehezebb és legkimerítőbb feladatokat kapja, majd alvás- és vízhiányban is szenved. Az őrök azt is kitalálják, hogy egy egész éjszakára a plafonhoz láncolva hagyják egy magánzárkában.
Amikor visszatér a cellájába, Skip szörnyülködve tapasztalja, hogy további büntetésként Harryvel új cellatársa van: Grossberger. Az őrök és a rabok fogadásokat kötnek, hogy vajon hány órát fognak kibírni, mielőtt Grossberger kegyetlenül megölné őket.
Meglepő módon sikerül összebarátkozniuk vele. Grossberger igen jámbornak bizonyul; reggelre már kedélyes hangulatban együtt kártyáznak, még viccelődnek is vele.
Harry-t és Skipet meglátogatja az ügyvédjük, Len Garber, akit unokatestvére, Meredith is elkísér, akibe Skip azonnal beleszeret.
Nem sokkal később Harry a gyengélkedőre kerül vakbélgyulladás miatt. A szomszéd ágyon fekvő rab elmondja neki, hogy a műtétek során gyakran „furcsa hibákat” követnek el az operáló orvosok. Valaki sérv miatt kórházba került, a sebész pedig tévedésből kasztrálta. Az orvos láttán Harry sikoltozva fut ki a gyengélkedőből.
Skip végül úgy dönt, hogy alkut köt Beatty igazgatóval. A rodeón való részvételért cserébe Skip azt követeli, hogy barátai (Harry, Jesus, Rory és Grossberger) nagyobb cellát és kedvezőbb életkörülményeket kapjanak a börtönben. Az igazgató ebbe a feltételbe könnyedén beleegyezik, de   parancsba adja Wilsonnak, hogy egy őr mindig figyeljen rájuk. Wilson elárulja a volt rodeóbajnoknak, Jack Grahamnek, hogy Skip nem fogja élve elhagyni a rodeót.
Eközben a menekülési terv tovább finomodik. Úgy határoznak, hogy a csoport a rodeó napján megszökik, kihasználva az esemény okozta zűrzavart és a kínálkozó lehetőségeket.
Miközben a rodeóra gyakorolnak, Skip, Harry, Jesus, Rory és Grossberger megszerzi a szökéshez szükséges eszközöket, Meredith pedig pincérnőként állást szerez egy country western sztriptízbárban, ahol a lehetséges gyanúsítottakat keresve észre is veszi a valódi bankrablókat.
Eközben a börtön előtt egy kislány, aki szemtanúja volt a bankrablásnak, amelyért Skipet és Harryt elítélték, egy férfi kezén lévő tetoválásról felismeri a valódi tetteseket, és Meredith ez alapján értesíti a rendőrséget.
Elérkezik a rodeó napja, és Skipnek meg kell küzdenie a rivális börtönbajnokkal, Caesar Geronimóval a jutalomért: egy tomboló bika homlokára erősített, dollárral teli zsákért. Skip megkérdezi Caesart, hogy nem unja-e már az igazgatója zsarnokoskodását, és azt javasolja, hogy hajlandó lenne hagyni őt nyerni, azzal a feltétellel, hogy miután letépte a bikáról a pénzzel teli zsákot, azt a foglyoknak dobja. Caesar beleegyezik, és miután megnyeri a pénzt, a közönség soraiban ülő raboknak dobja a zsákot, Beatty igazgató és Sampson megdöbbenésére, akik maguknak akarták a pénzt.
A rodeó napján Skip csapatának minden tagja - Grossberger kivételével (aki úgy dönt, hogy a börtönben marad) -, egy titkos folyosón keresztül megszökik, amely a szellőzőnyílásokon keresztül vezet, és a tervek szerint vagy Jesus felesége vagy a testvére várja őket egy büféskocsival, amiben elbújhatnak és átöltözhetnek. Miután átjutottak, felveszik az álruhájukat, és onnantól nézőként vannak jelen a helyszínen.
Harry és Skip beszáll a meneküléshez odakészített autóba, de Garber, az ügyvédjük és Meredith beszélni akar velük. Elmondják Harrynek és Skipnek, hogy a rendőrség elfogta az igazi rablókat, tehát ők tisztázva vannak a rablás vádja alól.
Harry és Skip úgy döntenek, hogy folytatják eredeti tervüket, miszerint Hollywoodba mennek. Skip arra kéri Meredithet, hogy menjen vele, és Meredith beleegyezik.
|  | Itt a vége a cselekmény részletezésének! |

## Szereposztás
| Szerep                            | Színész              | Magyar hangja (1. szinkron, 1982) |
| --------------------------------- | -------------------- | --------------------------------- |
| Skip Donahue, író                 | Gene Wilder          | Szakácsi Sándor                   |
| Harry Monroe, színész             | Richard Pryor        | Sztankay István                   |
| Rory Schultebrand                 | Georg Stanford Brown | Balázs Péter                      |
| Meredith                          | JoBeth Williams      | Sunyovszky Szilvia                |
| Jesus Ramirez                     | Miguel Ángel Suárez  | Oszter Sándor                     |
| Wilson helyettes börtönőr         | Craig T. Nelson      | Dózsa László                      |
| Walter Beatty, börtönigazgató     | Barry Corbin         | Láng József                       |
| Halef / Blade                     | Charles Weldon       | Dörner György                     |
| Henry Sampson igazgató            | Nicolas Coster       | Dobránszky Zoltán                 |
| Len Garber, ügyvéd                | Joel Brooks          | Gáti Oszkár                       |
| Jack Graham                       | Jonathan Banks       | Kalocsay Miklós                   |
| Grossberger                       | Erland Van Lidth     | (eredeti hang)                    |
| Big Mean, nagydarab néger fegyenc | Cedrick Hardman      | Kránitz Lajos                     |
| Chico, taxis                      | Luis Ávalos          | Halmágyi Sándor                   |
| Lassúvíz / Slowpoke               | Grand L. Bush        | Forgács Gábor                     |
| Sissie                            | Esther Sutherland    | Mányai Zsuzsa                     |
| Nancy                             | Donna Kei Benz       | Farkas Zsuzsa                     |
| Mrs. Sampson                      | Danna Hansen         | Dallos Szilvia                    |
| Mrs. Beatty                       | Gwen Van Dam         | Földessy Margit                   |

## Fogadtatás
A Rotten Tomatoes-on a Dutyi dili 15 kritika alapján 67%-os tetszést aratott. A Metacritic-en 56%-os értékelést kapott 6 kritikus véleménye alapján.
Roger Ebert a négyből két csillagot adott a filmnek, és azt írta, hogy „erősen indul”, de „amint Wilder és Pryor börtönbe kerül, úgy tűnik, hogy elveszti az irányt”, mivel „a film beleragad a saját cselekményének kidolgozásába. Ez nem mindig a legjobb dolog egy vígjáték számára, mert ha nem nevetünk, aligha számít, mi történik a cselekménnyel.” Vincent Canby a The New York Times-tól a filmet „egy egészen elképesztő humortalanságú börtönvígjátéknak” ítélte, amelyben „úgy tűnik, hogy többször improvizálták, rosszul, mint ahogyan írták.” Kevin Thomas a Los Angeles Times-tól azt írta: „Sidney Poitier úgy rendezte a 'Stir Crazy'-t, mintha ugyanolyan szórakoztató lenne, mint a korábbi vígjátékai - pl. az Uptown Saturday Night. De semmiféle pattogó jó kedvűség nem tudja leplezni az anyag megnyúlt, vékony minőségét.” Gene Siskel a Chicago Tribune-tól pozitívan nyilatkozott, a négyből három csillagot adott a filmnek, és ezt írta: „Vannak kirobbanóan vicces pillanatok ebben a börtönvígjátékban, amelyek nem lennének ott Pryor nélkül, aki akkor is komikus energiát sugároz egy-egy jelenetben, amikor csak áll.” Variety írta: „Richard Pryor széleskörű komikus tehetsége egy olyan átlagon aluli filmet, mint a 'Stir Crazy', gyakran vicces és eladható filmmé tesz.” Gary Arnoldnak a The Washington Post-tól szintén tetszett a film, mondván, hogy „számos ötletes, nagy szellemű előadói tehetséget ötvöz fanyar, vidám szórakozássá.” David Ansen a Newsweek-től „csak időnként találta viccesnek" a filmet, és megjegyezte, hogy Bruce Jay Friedman író „egy sablonfilmmel próbálkozik, és nem találja a megfelelő formulát. Ez egy haverfilm, egy kalandvígjáték, a börtönfilmek paródiája, egy városi cowboy neo-western, egy New York vs. Sun Belt vígjáték? Sajnos a fentieknél is nagyobb zűrzavar, bár meglehetősen zseniális.”

A filmet jelölték a Arany Málna díjra a „legrosszabb női mellékszereplő”-nek járó kategóriában Georg Stanford Brown húzásáért.

## Filmezési helyszínek
A filmet a következő helyszíneken forgatták: Manhattan, New York; Burbank (Kalifornia); St. George (Utah állam) Florence (Arizona állam) és Tucson (Arizona állam). A forgatás 56 napig tartott, 1980. február 15-től április 11-ig.

## Fordítás
- Ez a szócikk részben vagy egészben  a   Nessuno ci può fermare című olasz Wikipédia-szócikk fordításán alapul.  Az eredeti cikk szerkesztőit annak laptörténete sorolja fel. Ez a jelzés csupán a megfogalmazás eredetét és a szerzői jogokat jelzi, nem szolgál a cikkben szereplő információk forrásmegjelöléseként.
- Ez a szócikk részben vagy egészben  a   Stir Crazy (film) című angol Wikipédia-szócikk fordításán alapul.  Az eredeti cikk szerkesztőit annak laptörténete sorolja fel. Ez a jelzés csupán a megfogalmazás eredetét és a szerzői jogokat jelzi, nem szolgál a cikkben szereplő információk forrásmegjelöléseként.